# Cneorane minuta
Cneorane minuta es un coleóptero de la familia Chrysomelidae.
Fue descrita científicamente en 1992 por Medvedev.